# Bataille de Lincoln (1217)
Pour les articles homonymes, voir Bataille de Lincoln.
 (mai 2024).
Si vous disposez d'ouvrages ou d'articles de référence ou si vous connaissez des sites web de qualité traitant du thème abordé ici, merci de compléter l'article en donnant les références utiles à sa vérifiabilité et en les liant à la section « Notes et références ».
Conflit entre Capétiens et Plantagenêt - 
Première Guerre des barons
Batailles
- Fréteval (1194)
- Gisors (1198)
- Châlus-Chabrol (1199)

- Mirebeau (1202) (en)
- Château-Gaillard (1203-1204)
- Rouen (1204)

- Damme (navale) (1213)
- Damme (terrestre) (1213)
- La Roche-aux-Moines (1214)
- Bouvines (1214)

- Lincoln (1217)
- Douvres (1217)
- Sandwich (1217)

- La Rochelle (1224)

- Taillebourg (1242)

La deuxième bataille de Lincoln a eu lieu au château de Lincoln le samedi 20 mai 1217, lors de la première guerre des barons, entre les forces du futur Louis VIII de France et celles du roi Henri III d'Angleterre. Les forces de Louis furent attaquées par une force de secours sous le commandement de William Marshal, 1er comte de Pembroke. Thomas, comte du Perche, commandant les troupes françaises, est tué et Louis est expulsé de sa base du sud-est de l'Angleterre. Le pillage qui a eu lieu par la suite est connu sous le nom de « Lincoln Fair ». Les citoyens de Lincoln étaient fidèles à Louis et les forces d'Henri ont donc mis la ville à sac.

## Avant la bataille
En 1216, lors de la première guerre des barons pour la succession anglaise, le prince Louis de France entre à Londres et se proclame roi d'Angleterre. Louis était soutenu par divers barons anglais qui résistaient au règne du roi Jean. Jean mourut au milieu de la guerre et son fils Henri III, âgé de neuf ans, fut couronné roi d'Angleterre pour succéder à son père.
Une fois John mort, de nombreux barons étaient prêts à changer de camp et à se battre pour Henry contre les prétentions du prince Louis. William Marshal, 1er comte de Pembroke, un chevalier d'une grande habileté et de grandes prouesses, servit comme régent d'Henri. Le maréchal a convoqué tous les nobles possédant des châteaux en Angleterre à un rassemblement à Newark. Environ 400 chevaliers, 250 arbalétriers et une plus grande force auxiliaire composée de soldats à cheval et à pied ont été rassemblés. Le maréchal fit marcher ses forces vers la ville de Lincoln pour briser le siège du prince Louis.

## Champs de bataille
Lincoln médiévale était une ancienne ville fortifiée avec un château normand près de son centre, à cheval sur le carrefour de deux importantes routes de construction romaine : Ermine Street et Fosse Way. Ces routes trans-anglaises étaient des artères historiques et majeures pour le commerce national et le gouvernement, faisant de Lincoln un emplacement stratégique. Guillaume le Conquérant avait ordonné la construction du château de Lincoln au sommet d'une colline au-dessus d'un ancien fort romain 150 ans plus tôt.
Au moment de la bataille de mai 1217, les forces de Louis avaient pris la ville de Lincoln, mais le château de Lincoln restait intact. Sa garnison, commandée par la châtelaine Nicola de la Haie, était fidèle au roi Henri et continuait à défendre l'importante fortification contre les forces fidèles au prince Louis, dirigées par Thomas, le comte du Perche.

## Bataille

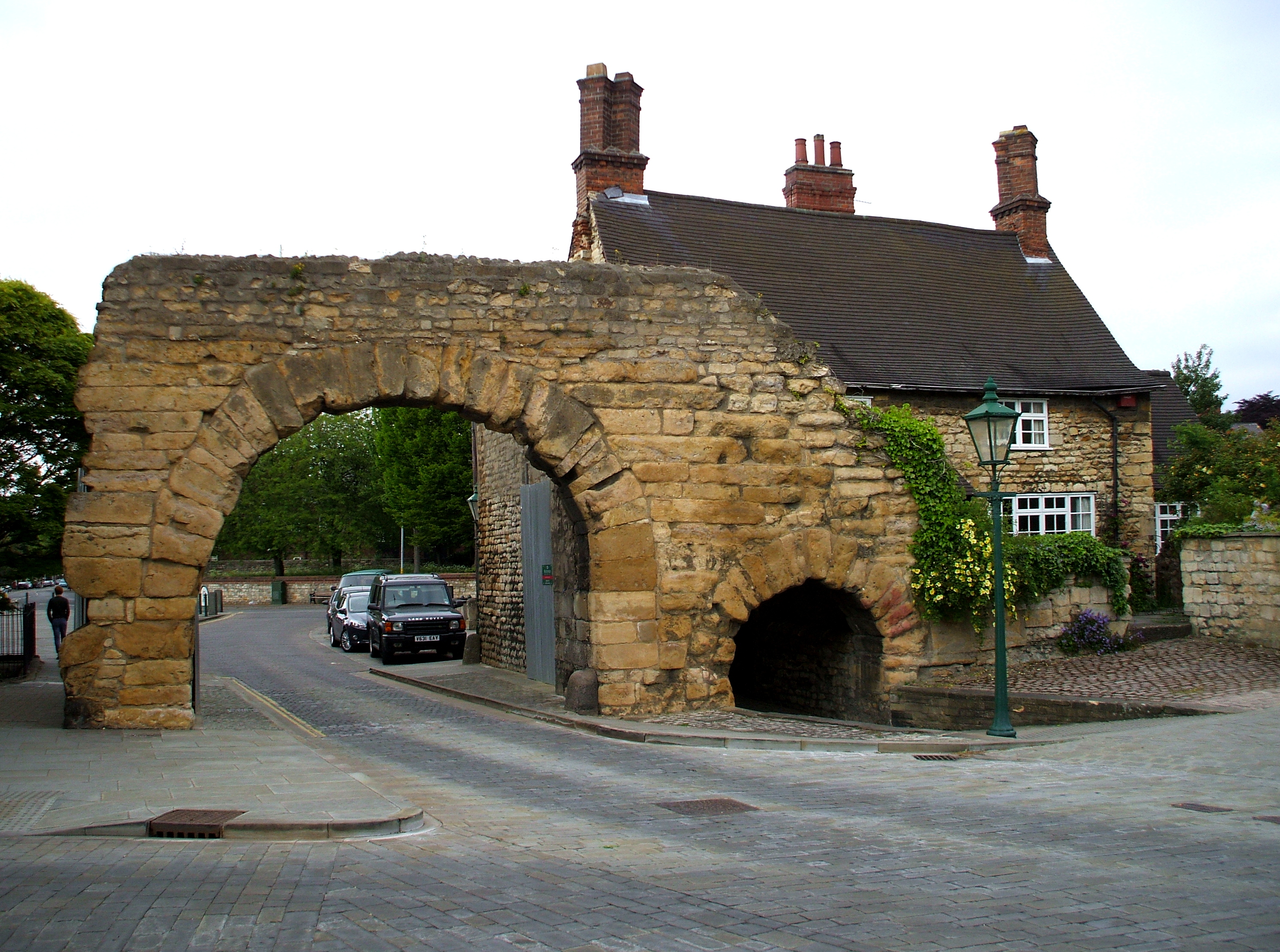
Reste de la porte nord de Lincoln.

Les forces du maréchal ont fait leur approche depuis la ville de Stow, à quelques kilomètres au nord-ouest de Lincoln. L'avancée était connue de Thomas, comte du Perche, mais ses chevaliers étaient incertains quant à la force de l'ennemi. Deux stratégies ont été élaborées. Ceux qui pensaient que les forces du maréchal étaient relativement peu nombreuses étaient favorables à un plan offensif : une réunion sur un champ de bataille ouvert au pied de la colline, avant que le maréchal ne puisse atteindre les portes de la ville. Ceux qui pensaient que le maréchal disposait d'une force dangereusement importante étaient favorables à un plan plus défensif : retarder le maréchal aux portes des remparts de la ville, et en même temps poursuivre le siège, capturer le château et occuper cette position beaucoup plus forte. Le plan défensif fut adopté, non sans quelques dissensions persistantes.
Le maréchal se dirigea vers la partie des remparts de la ville la plus proche du château, à la porte nord. Tous les arbalétriers du maréchal, menés par le noble Falkes de Bréauté, attaquèrent et prirent la porte. Les forces du Perche n'ont pas répondu, mais ont continué le siège du château.
La force principale du maréchal a sécurisé la porte nord, tandis que les arbalétriers de Bréauté occupaient des positions élevées sur les toits des maisons. Des volées de carreaux provenant de ces hauteurs ont fait pleuvoir la mort, les blessures et la confusion sur les forces du Perche. Puis les chevaliers et les fantassins du maréchal chargèrent les forces du Perche occupées au siège. Le Perche s'est vu offrir une reddition, mais s'est battu jusqu'à la mort alors que ses forces s'effondraient en déroute. Ceux de l'armée de Louis qui n'ont pas été capturés ont fui Lincoln, par la porte sud de la ville, vers Londres. La bataille a duré environ six heures.

## Conséquences et effets
La ville de Lincoln a été pillée par l'armée victorieuse du maréchal, sous prétexte qu'elle était fidèle à Louis, plus tard appelée par euphémisme « la Foire de Lincoln ». Au sud, les habitants des villes situées entre Lincoln et Londres ont tendu une embuscade et ont tué certains des soldats français en fuite lors de leur fuite vers le sud vers Londres.
La bataille de Lincoln fut le tournant de la première guerre des barons. De nombreux ennemis d'Henri – des barons qui avaient soutenu Louis et qui aidèrent à approvisionner, organiser et commander les forces militaires de Louis – furent capturés à Lincoln. Des renforts français, sous le commandement d'Eustache le Moine, furent ensuite envoyés à travers la Manche pour renforcer les forces de Louis. Les navires français furent vaincus par Hubert de Burgh lors de la bataille de Douvres. Cette défaite réduisit considérablement la menace française sur la couronne anglaise et le prince Louis et ses forces restantes retournèrent en France. En septembre 1217, le traité de Lambeth obligea Louis à renoncer à ses prétentions au trône d'Angleterre et à expulser les frères d'Eustache des îles anglo-normandes.

## Divers
Le jeu vidéo Age of Empires IV (2021) retrace cette bataille.